# Shangyong, Fujian
Shangyong (kinesiska: 上涌) är en köping i sydöstra Kina. Den ligger i Dehua härad i staden Quanzhou i provinsen Fujian, omkring 120 kilometer väster om provinshuvudstaden Fuzhou. Antalet invånare är 7 997. Befolkningen består av 3 888 kvinnor och 4 109 män. Barn under 15 år utgör 9,0 %, vuxna 15-64 år 75 %, och äldre över 65 år 14,0 %.